# Francique lorrain
Pour les articles homonymes, voir Francique, Lorrain (homonymie) et Platt.
Ne doit pas être confondu avec lorrain roman, alsacien ou Plattdeutsch.
Le francique lorrain, traditionnellement appelé Lothrìnger deitsch/ditsch, Lothrìnger Platt, ou tout simplement Platt, est l'une des langues régionales de Lorraine. C'est un terme générique qui désigne l'ensemble des dialectes du moyen allemand et de l'allemand supérieur parlés dans la partie germanophone du département de la Moselle. Quant au nombre de locuteurs, le francique lorrain figure en 2013 parmi les langues régionales de France les plus parlées, devant le basque et le corse mais après l'occitan, l'alsacien et le breton.
D'autre part, il ne faut pas confondre le francique lorrain avec le français régional lorrain, qui est un parler français ayant emprunté du vocabulaire, des expressions et des idiomes au francique lorrain.
Emile Guelen distinguait en 1939 trois variétés qu'il avait nommées Westmosellothringisch, Niedlothringisch et Saarlothringisch,. L'auteur désigne globalement les trois formes linguistiques du francique utilisées en Lorraine, soit d'Ouest en Est :
- Le francique mosellan (ou Muselfränkesch) :  
  - Le francique luxembourgeois lorrain (ou Westmosellothringisch), variante du luxembourgeois ;
  - Le francique mosellan propre (ou Niedlothringisch) ;
- Le francique rhénan lorrain (ou Saarlothringisch), variante du francique rhénan.

## Appellation de la langue
Le terme « francique lorrain » fait son apparition dans les années 1950. Chez ses locuteurs, les deux termes qui reviennent le plus souvent sont Platt et Ditsch, ceux-ci pouvant être combinés (Plattditsch), ou précédé du terme Lothrìnger/Lottrìnger (en rhénan), Lot(h)rénger/Lothringer (en mosellan), Lout(h)rénger/Lottrénger (en luxembourgeois). 
En 2001, Albert Hudlett indique que : « Les habitants de la Moselle germanophone appellent leur dialecte le Platt ou Plattdeitsch, Lothringer Platt », il explique par ailleurs que le mot platt est utilisé pour désigner une langue vernaculaire depuis le XVIe siècle et qu'avant cette date ce mot voulait dire : « clair / compréhensible ».
Quoi qu'il en soit, le terme platt est un nom très courant pour désigner un dialecte dans les régions germaniques comme en Allemagne. Le terme « francique » est, quant à lui, une appellation d'ordre linguistique, utilisée pour singulariser le dialecte par rapport à d'autres parlers germaniques, notamment (en France) l'alsacien.
Entre 2013 et 2014, d'après une enquête réalisée par l'association CBL-ZuZ sur un échantillon de 213 personnes dialectophones :
- Concernant la désignation de leur langue en dialecte : 102 ont dit employer le mot Platt et 100 autres ont répondu qu'ils employaient le mot Ditsch[7].
- Concernant sa désignation en français : 80 utilisent le mot patois, 58 autres dialecte et seulement deux francique. Cela confirmerait des enquêtes antérieures menées auprès de frontaliers lorrains germanophones, dont aucun n'avait désigné sa langue comme francique ou fränkisch[N 7],[7].

D'autre part, 37 personnes considèrent encore leur dialecte comme de « l'allemand » : avant la Première Guerre mondiale et même pendant l’entre-deux-guerres, les gens ne voyaient aucun problème à dire qu’ils parlaient « l’allemand ». Dans les ouvrages français du XIXe siècle, c'était d'ailleurs les termes : lorrain allemand,, dialecte allemand, patois allemand, ou encore allemand corrompu, et mauvais allemand qui étaient utilisés lorsqu'ils abordaient le sujet. Concernant les ouvrages allemands de la même époque, il est fait mention de « deutsch-lothringische Mundart ».
Il y a des endroits en Moselle ou le terme Platt n’est absolument pas utilisé par les dialectophones : dans les environs de Boulay et Saint-Avold, dans l'ancien canton d'Albestroff, ou encore dans la région de Phalsbourg, où l'on dit Ditsch (ou l'une des variantes de ce mot). On peut citer comme exemple l'écrivain Fabienne Jacob, originaire de Guessling, disant que dans ce village on parle le Ditsch et non le Platt. À Sarreguemines, Bouzonville et Thionville, on dit Platt (ou l’une de ses variantes comme Plòtt, Blatt, etc.) ; certains, plus rares, disent l’alsacien,, c'est aussi le cas pour les locuteurs du francique rhénan en Alsace bossue.
Le mot Platt se serait imposé dans les médias par un certain effet de mode et par l’influence du festival « Mir redde Platt » qui se déroule à Sarreguemines depuis 1999,.

## Statut officiel
Le francique lorrain est, comme généralement les langues régionales de France, en manque de reconnaissance. Si le francique luxembourgeois est langue officielle au Grand-Duché de Luxembourg, le francique lorrain (sous ses diverses variantes) ne bénéficie que du statut de langue régionale de France, tel qu'énoncé dans le rapport Cerquiglini, dans lequel il est fait état de « dialecte allemand d'Alsace et de Moselle ».

## Histoire

La frontière linguistique en Moselle aux environs de l'an 1630.

Le terme de francique se rapporte au peuple germanique des Francs, qui a commencé à s'implanter dans la région à la période des Grandes migrations et ce, dès le IVe siècle. On remarque cependant que la germanisation de la région a sans doute commencé plus tôt, et qu'une thèse assez répandue veut qu'un substrat linguistique à la fois celtique et germanique ait préexisté à l'arrivée des Francs. Un des premiers écrits en francique est la traduction du traité de Saint Isidore en francique rhénan et datant du début du IXe siècle. La frontière linguistique mosellane s'est établie de manière durable sur une ligne qui traverse l'actuel département de la Moselle du nord-ouest au sud-est.
Malgré les changements de nationalité et les efforts des uns et des autres pour déplacer cette limite des langues, elle n'a quasiment pas varié jusqu'en 1945. Ce n'est qu'après la Seconde Guerre mondiale que la langue régionale fut combattue avec acharnement et qu'elle a entamé un mouvement de repli dont une des causes est sa parenté avec la langue allemande standard qui a été assimilée à celle des occupants nazis. C'est pourquoi, dans certains cas, les termes francique et francique lorrain sont préférablement utilisés, au lieu de allemand qui peut rappeler cette période difficile.
Comme pour les autres langues minoritaires, des associations se sont créées dans le but de parvenir à transmettre le francique. Parmi elles, on peut noter les associations Hemechtsland a Sprooch (créée en 1975), Wei Lang Nach (créée en 1979), Bei uns dahäm (créée en 1980), Gau un Griis (créée en 1986) et Culture et Bilinguisme de Lorraine - Zweisprachig, unsere Zukunft (fondée en 2008). Depuis 1983, plusieurs associations linguistiques de lorraine germanophone sont regroupées au sein de la Fédération pour le Lothringer Platt.
Au Moyen-Âge, dans la ville de Metz, qui était déjà dans une aire majoritairement francophone, était utilisé un parler local surnommé le Metzer platt, étant un mélange de francique luxembourgeois, mosellan et rhénan. Il avait pour origine sociolinguistique l'immigration des Lorrains germanophones à Metz.
Dans le Sud du Brésil, il existe également une forme de « platt brésilien » qui inclut principalement le poméranien oriental et le Hunsrückisch, car au XIXe siècle, de nombreux Allemands (dont des lorrains germanophones) ont émigré au Brésil et ont réussi à transmettre leur parler vernaculaire de génération en génération. Peter Rosenberg a estimé, pour 1990, qu'ils seraient au total 1,4 million au sein de 3,6 millions de personnes parlant l'allemand standard. Un professeur de l'IPOL estime quant à lui un nombre un peu plus faible, soit 1 million de dialectophones.

## Distribution

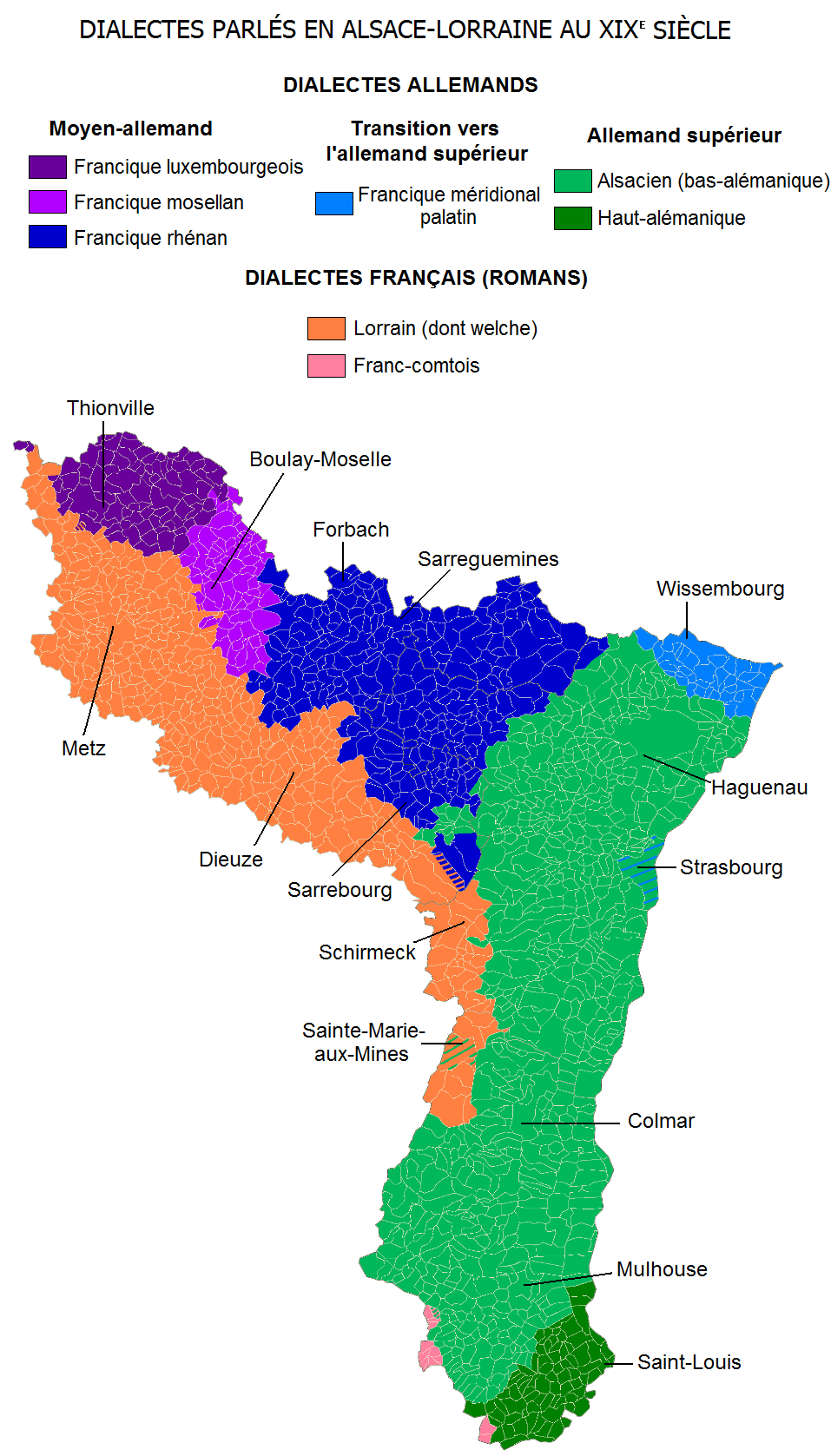
Dialectes parlés en Alsace-Lorraine au XIXe siècle.

En 1806, dans les départements lorrains, la Moselle avait 218 662 locuteurs germanophones, la Meurthe 41 795 et le département des Vosges au moins une commune de 609 habitants,. Concernant les Vosges, la commune de Natzwiller et le hameau de Schwartzbach sont en effet signalés comme étant de langue allemande au milieu du XIXe siècle, ces deux localités ayant fait partie du département Vosgien de 1793 à 1871.
Selon Maurice Toussaint, en 1946, sur les 763 communes que comptait le département de la Moselle, 370 étaient « de langue germanique », 30  étaient « des communes bilingues » et 363 étaient « des communes de langue française »,. En 1962 cela représente 360 000 Mosellans comprenant le francique lorrain, soit 39 % de la population, et en 1975 440 000, soit environ 44 % de la population. En 1975 cela représente environ la même proportion c'est-à-dire 357 communes sur 716. Cette apparente augmentation ne signifie pas une progression de la pratique car elle est davantage le reflet de la démographie que de l'utilisation quotidienne de la langue. 
Le Bureau européen pour les langues moins répandues estime qu'en 1990 la France devait compter 40 000 « luxembourgeophones » et 175 000 autres « plattophones ». D'après les estimations de l'INSEE de 1999 incluses dans un rapport gouvernemental sur les langues régionales, le nombre de dialectophones serait tombé à 180 000, des chiffres cependant à nuancer car l'étude regroupe les franciques lorrains et les dialectes alsaciens et ne font qu'une distinction géographique des locuteurs et non linguistique.
La distribution géographique des variantes se fait dans une logique est-ouest. Le francique luxembourgeois est parlé dans la région de Thionville et Sierck-les-Bains (incluant Rédange et Russange, enclavés aux trois quarts par des localités romanes). Le francique mosellan est parlé dans le pays de Nied (Bouzonville, Boulay, Faulquemont). Le francique rhénan est parlé dans la zone allant de Saint-Avold à la région de Sarrebourg en passant par Forbach, Sarreguemines et le Pays de Bitche. Le francique rhénan est également parlé en Alsace bossue (Drulingen, Sarre-Union, La Petite Pierre) mais ne peut être qualifié de francique lorrain que si l'on entend cela au sens géographique et historique, l'Alsace bossue ayant fait partie de la Lorraine (au sens de langue régionale il conviendrait de parler ici, à partir de 1793, de francique rhénan alsacien).

### Localités de la frontière linguistique
À la fin du XIXe siècle :
- Zone germanophone : Rédange, Russange, Volmerange-les-Mines, Nondkeil, Rochonvillers, Angevillers, Algrange, Volkrange, Veymerange, Florange, à travers Suzange et Serémange-Erzange, à travers Uckange, Bertrange, Guénange, Volstroff, Luttange, Hombourg-Budange, à travers Ébersviller, Piblange, Drogny, Bockange, Rurange-lès-Mégange, Mégange, Guinkirchen, Brecklange, Volmerange-lès-Boulay, Loutremange, Helstroff,  Brouck, Bannay, Morlange, Marange-Zondrange, Fouligny, Guinglange, Elvange, Créhange, Mainvillers, Faulquemont, Adelange, Eincheville, Viller, Harprich, Morhange, Racrange, Rodalbe, Bermering, Virming, Neufvillage, Léning, à travers Albestroff, Givrycourt, Munster, Lhor, Loudrefing, Mittersheim, Berthelming, Saint-Jean-de-Bassel, Gosselming, Haut-Clocher, Langatte, Sarrebourg, Buhl-Lorraine, Schneckenbusch, Brouderdorff, Plaine-de-Walsch, Hartzviller, Troisfontaines, Walscheid, Eigenthal, Thomasthal, Soldatenthal.

- Zone francophone : Audun-le-Tiche, Ottange, Bure, Tressange, Havange, Fontoy, Nilvange, Marspich, à travers Suzange et Serémange-Erzange, Rémelange, Fameck, à travers Uckange, Richemont, Bousse, Rurange-lès-Thionville, Montrequienne, Mancy, Altroff, Aboncourt, Saint-Bernard, Villers-Bettnach, Burtoncourt, Nidange, Épange, Hinckange, Northen, Condé, Varize, Vaudoncourt, Bionville-sur-Nied, Raville, Servigny-lès-Raville, Hémilly, Arriance, Many, Thonville, Suisse, Landroff, Baronville, Rhode, Pévange, Zarbeling, Lidrezing, Bénestroff, Vahl-lès-Bénestroff, Montdidier, à travers Albestroff, Torcheville, Guinzeling, Lostroff, Cutting, Rorbach-lès-Dieuze, Angviller-lès-Bisping, Bisping, Desseling, Fribourg, Rhodes, Kerprich-aux-Bois, Bébing, Imling, Hesse, Nitting, Voyer, Abreschviller, Lettenbach, Saint-Quirin, Turquestein-Blancrupt.

### Intercompréhension des variantes

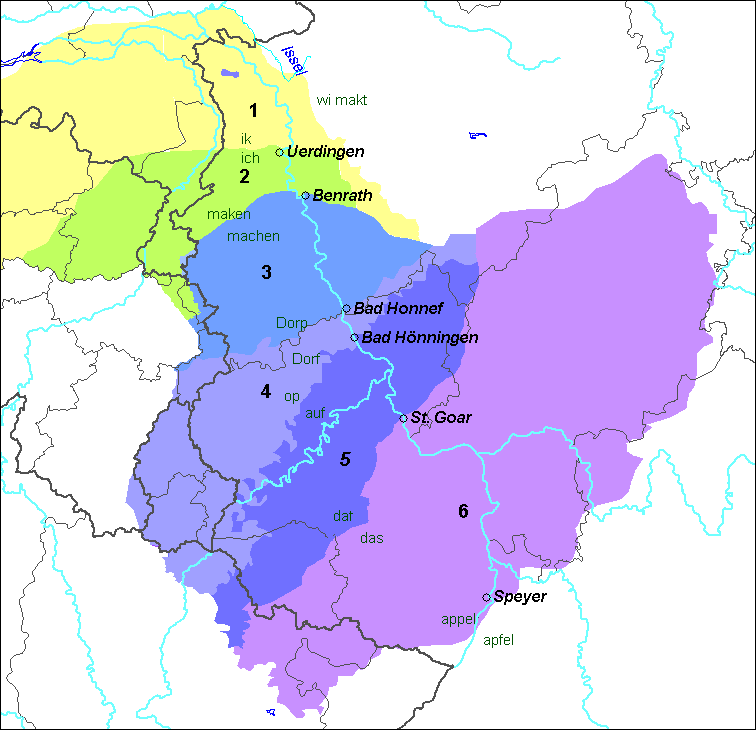
Zones linguistiques du francique lorrain :
4 : luxembourgeois
5 : francique mosellan
6 : francique rhénan

Les diverses variantes du francique lorrain possèdent de nombreux points communs et il existe une intercompréhension plus ou moins facile d'un lieu à l'autre. Cependant le terme francique lorrain ne doit pas être regardé comme une notion linguistique. Les branches spécifiques du francique à l'intérieur du Moyen-allemand sont de ce point de vue le francique ripuaire, le francique luxembourgeois, le francique mosellan et le francique rhénan.
Le francique lorrain est un continuum de dialectes car globalement l'ensemble des points communs et des différences fluctue selon l'emplacement géographique. Il ne se résume pas à trois formes linguistiques pratiquées en Lorraine et séparées par des lignes qui ont été établies sur un critère linguistique très partiel. Certaines propriétés sont transversales aux trois formes et l'intercompréhension qui en résulte dépend davantage de l'éloignement géographique que d'une ligne de rupture.
Le terme de francique lorrain ne désigne donc pas une catégorie établie sur des critères linguistiques mais un ensemble linguistique propre à un territoire géographique résultant des découpages des frontières politiques. Il est situé en Lorraine, plus précisément dans la moitié nord-est du département de la Moselle.
Le francique lorrain est une langue infra-régionale car pratiqué dans une partie seulement de la région. Le francique luxembourgeois, le francique mosellan et le francique rhénan sont aussi des langues supra-régionales car certaines variantes sont également parlées ailleurs qu’en Lorraine au-delà des frontières allemande belge et luxembourgeoise.
Il convient également de noter que l'on parle un dialecte alémanique, du point de vue des mutations consonantiques, dans une petite partie du canton de Phalsbourg (vallée de la Zorn). La zone alémanique de Lorraine concernait au XIXe siècle les localités suivantes :  Bois-de-Chênes, Trois-Maisons, Danne-et-Quatre-Vents, Garrebourg, Saint-Louis, Arzviller, Guntzviller, Hartzviller, Biberkirch, Troisfontaines, Hommert, Harreberg, Hellert, Schaeferhof et La Hoube.
La langue régionale de Lorraine germanophone inclut donc le dialecte bas-alémanique du sud-est mosellan. Si l'on peut parler de francique au sens historique, ce n'est pas tout à fait le cas pour les distinctions selon des critères linguistiques. Mais il y a ici un continuum dialectal qui ouvre la discussion. Dans le sud-est du département (pays de Phalsbourg et Dabo), les caractéristiques vocaliques (vocalisme) des parlers classés franciques ou alémaniques par leurs systèmes consonantiques sont proches entre deux villages voisins.

## Caractérisation

### Traits distinctifs
Le francique lorrain ou francique de Lorraine est un continuum de dialectes appartenant au Moyen-allemand de l'ouest (Westmitteldeutsch) ayant au moins plusieurs caractéristiques communes qui sont les suivantes :
Les deux premiers séparent le francique lorrain du bas-allemand (voir la Ligne de Benrath) :
- mache
Le francique lorrain se situe entièrement dans le territoire où « faire » se dit « mache » ou « machen » par opposition à la prononciation « maken » utilisée en bas-allemand.
- ich
Le francique lorrain se situe entièrement dans le territoire où « je » se dit « ich » ou « ech / eich » par opposition à la prononciation « ik » utilisée en bas-allemand.

Les deux suivants séparent le francique lorrain de l'allemand supérieur (voir la ligne de Spire (de)) :
- appel
Le francique lorrain se situe entièrement dans le territoire où « pomme » se dit « appel »  par opposition à la prononciation « Apfel » utilisée en allemand supérieur.
- pund
Le francique lorrain se situe entièrement dans le territoire où « livre » se dit « pund »  par opposition à la prononciation « Pfund » utilisée en allemand supérieur.

Un autre trait commun sépare le francique lorrain du francique ripuaire:
- dorf
Le francique lorrain se situe entièrement dans le territoire où « village » se dit « dorf »  par opposition à la prononciation « dorp » utilisée en moyen-allemand par le francique ripuaire.

Le francique de Lorraine se distingue aussi globalement des variétés qui le prolongent plus au nord et à l'est:
- fescht, geschter, schweschter, samschdaa
Le francique lorrain se situe entièrement dans le territoire où « fête » se dit fescht, « hier » se dit geschter, « sœur » se dit schweschter et « samedi » samschdaa (par opposition à la prononciation Fest, Gestern, Schwester et Samstag utilisée en moyen-allemand et haut-allemand dans les territoires situés plus au nord).

### Variantes

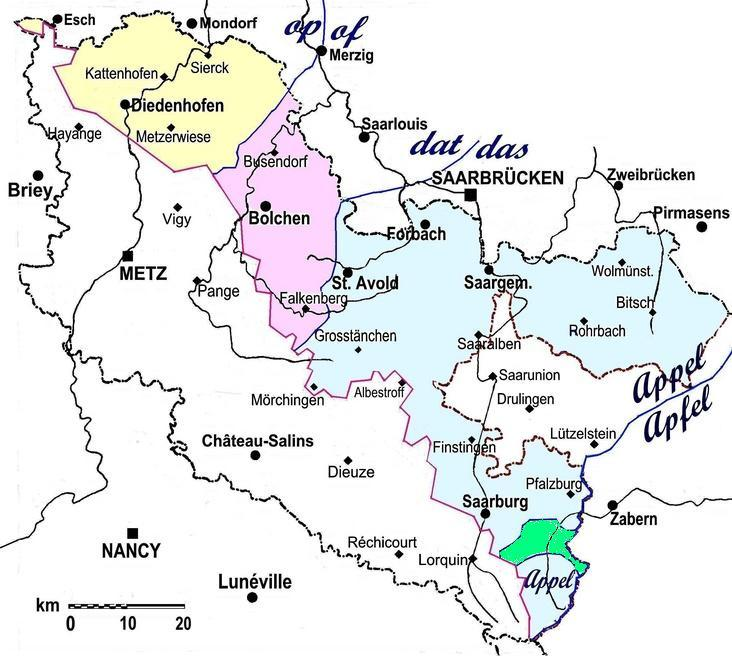
Carte des dialectes du département de la Moselle, avec quelques isoglosses : op/of, dat/das, appel/apfel.

L'ensemble de l'aire linguistique est traversée par deux lignes isoglosses, orientées nord-est sud-ouest, qui délimitent les trois variantes à partir de mutations consonantiques du haut allemand réalisées partiellement en francique lorrain:
La ligne op/of (de) sépare le francique luxembourgeois, domaine du op, du francique mosellan, domaine du of, mots signifiant sur ou (en allemand) auf.
Cette ligne se trouve entre les communes suivantes à l'ouest:
Zeurange/Grindorf/Flastroff/Waldweistroff/Lacroix/Rodlach/Bibiche/Menskirch/Chémery/Edling/Hestroff
et les communes suivantes à l'est:
Schwerdorff/Colmen/Filstroff/Beckerholtz/Diding/Freistroff/Anzeling/Gomelange/Piblange
La ligne wat/was (de) sépare le francique mosellan, domaine du wat, du francique rhénan, domaine du was, mots signifiant quoi ou (en allemand) was.
Cette ligne se trouve entre les communes suivantes à l'ouest:
Ham-Sous-Varsberg/Varsberg/Bisten/Boucheporn/Longeville/Laudrefang/Tritteling/Tetting/Mettring/Vahl-lès-Faulquemont/Adelange
et les communes suivantes à l'est:
Creutzwald/Diesen/Carling/Porcelette/Saint-Avold/Valmont/Folschviller/Lelling/Guessling-Hémering/Boustroff
La diphtongaison faisant passer de la voyelle i à la diphtongue ei a atteint l'ensemble du francique luxembourgeois mais ne touche que de manière restreinte les domaines du francique mosellan et du francique rhénan de Lorraine. Elle atteint toutefois largement le francique mosellan et le francique rhénan dans leurs prolongements hors de Lorraine ; c'est ainsi qu'un lorrain parlant le francique rhénan (le secteur de Forbach mis à part) dira gliche, alors qu'un sarrois dira gleiche.

## Écriture
L'écriture du francique a été codifiée par le GERIPA dépendant de l'université de Haute Alsace. Le francique luxembourgeois possède une orthographe officielle au Grand Duché de Luxembourg.
L'écriture en dialecte francique rhénan lorrain moderne est un phénomène extrêmement récent. L'usage du dialecte à l'écrit s'est longtemps limité à une partie de la poésie et aux pièces de théâtre dialectal. La langue allemande moderne s'est forgée à partir de la fin du XVe siècle, et la quasi-totalité du patrimoine écrit de la Lorraine germanophone (dite aussi Lorraine allemande ou thioise) est alors prise dans ce mouvement. Les actes officiels de la partie germanophone du duché de Lorraine (Bailliage d'Allemagne) étaient rédigés en allemand de l'époque jusqu'en 1748 (ordonnance imposant le français dans les actes officiels en Lorraine inspirée par Antoine-Martin Chaumont de La Galaizière, chancelier de Lorraine). Il en allait de même pour les actes notariés du bailliage d'Allemagne. Il continueront à l'être jusqu'en 1773 à Rodemack, jusqu'en 1790 à Dabo, dans les terres d'Empire, et jusqu'à leur rattachement à la France en 1793. Depuis la normalisation des écritures allemandes, la langue écrite utilisée par les Lorrains germanophones était l'allemand standard, même pour transcrire les éléments dialectaux, surtout après l'annexion de 1871 et la scolarisation massive de la jeunesse de l'époque.

## Grammaire
Il conviendrait de lister les traits grammaticaux communs à toute la Lorraine francique, mais ce travail n'étant pas assez avancé, on pourra déjà se référer aux éléments publiés sur le francique rhénan de Lorraine.

### Exemple grammatical
Exemple tiré du francique rhénan de Lorraine (vallée de la Sarre et pays de Bitche)
- L'auxiliaire avoir = hònn : ich hònn, de hasch, er/sie/'s hat, mìr hònn, ìhr hònn, se hònn (en allemand : ich habe, du hast, er/sie/es hat, wir haben, ihr habt, sie haben)
- L'auxiliaire être = sìnn : ich bìnn (ou ich sìnn), de bìsch, er/sie/'s ìsch, mìr sìnn, ìhr sìnn, se sìnn (en allemand : ich bin, du bist, er/sie/es ist, wir sind, ihr seid, sie sind)

## Usage et valorisation

### Médias et littérature
Le francique rhénan de lorraine dispose de quelques émissions audiovisuelles en dialecte, dont : « Platt Bande » sur la chaîne Mosaïk,, ainsi que « Nohrichte » (émission disparue) et « Wèèsch du schùn ? » sur Télé Cristal. Sur le plan radiophonique, ce même dialecte dispose entre autres des émissions « Platt Academy » sur Radio Studio 1 et « Platt redde isch gesund » sur Radio Mélodie.
De l'autre côté de la frontière politique, Radio Sarrebruck, captable dans certaines zones du département, diffuse des émissions en Platt ainsi que des informations destinées aux Mosellans.
Le film intitulé Ouvert 24/7 sorti en 2010 contient un segment entier tourné en platt lorrain : « Wenn’se in’d stadt komme ».
Par ailleurs, la médiathèque de Sarreguemines inclut un centre de ressources assez important sur le francique lorrain.

### Le festival de francique et des langues régionales
Ce festival a lieu annuellement depuis 1999 à Sarreguemines sous le nom de Mir redde Platt et depuis 2010 à Forbach sous le nom de Mir schwätze Platt.

### Signalisation bilingue
Le premier panneau routier en francique lorrain serait celui inauguré en 1984 à Bouzonville. La même année, 20 autres panneaux en francique ont été installés dans le secteur de cette commune.
En 2007, d'après le site web Geoplatt, les localités suivantes incluaient une signalisation bilingue français/francique lorrain (panneaux d'entrée et/ou plaques de rue) : 
Alzing, Beckerholz, Bouzonville, Brettnach, Filstroff, Freistroff, Férange, Guiching, Neunkirchen, Vaudreching, Guerting, Guerstling, Bambiderstroff, Mainvillers, Dodenom, Entrange, Evrange, Hagen, Hettange-Grande, Roussy-le-Village, Roussy-le-Bourg, Apach, Flastroff, Haute-Contz, Merlebach, Hombourg-Haut, Théding, Kalhausen, Sarreguemines, Goetzenbruck, Gros-Réderching, Hartzviller.

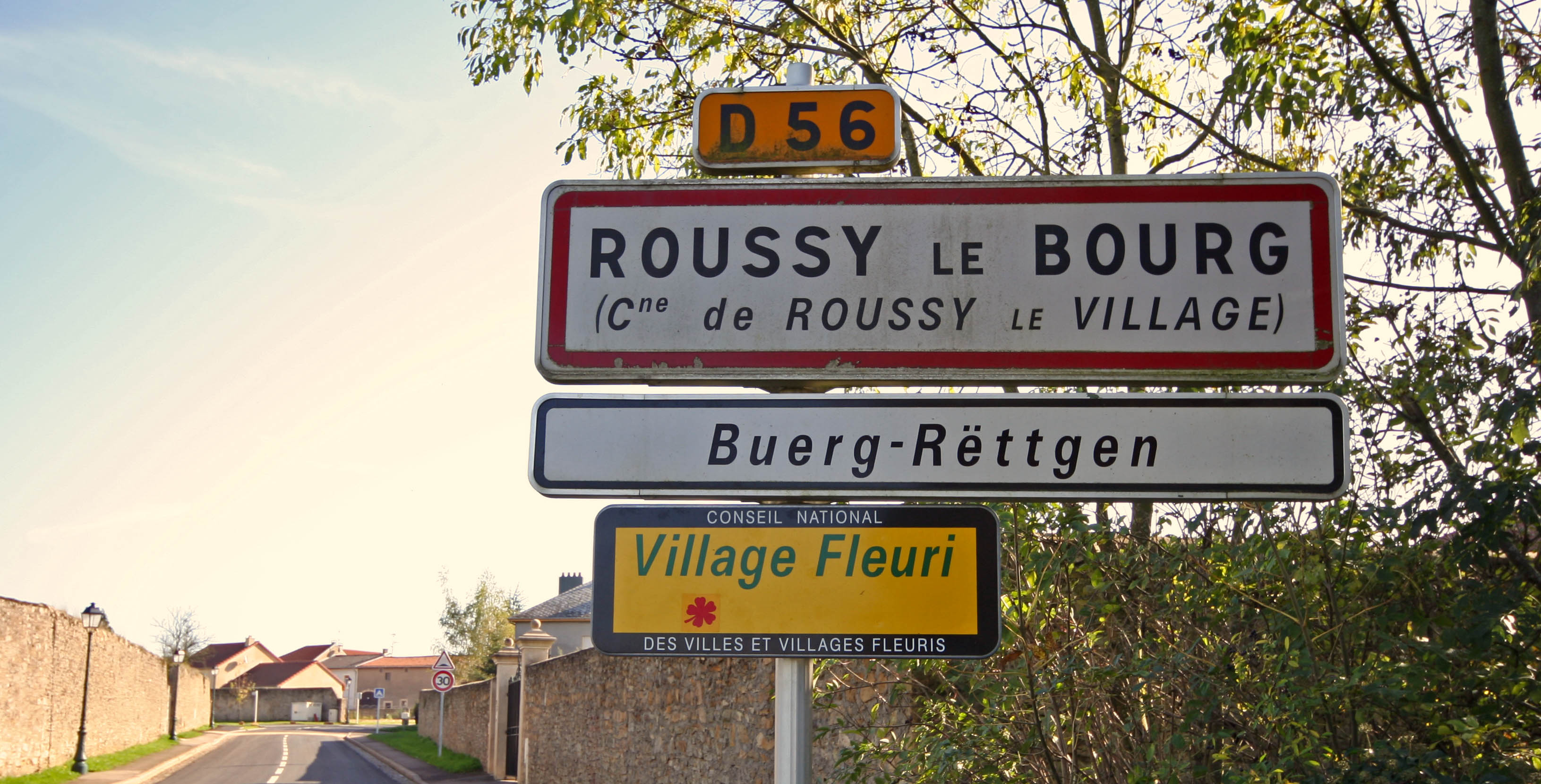
Un panneau d'entrée bilingue à Roussy-le-Bourg.
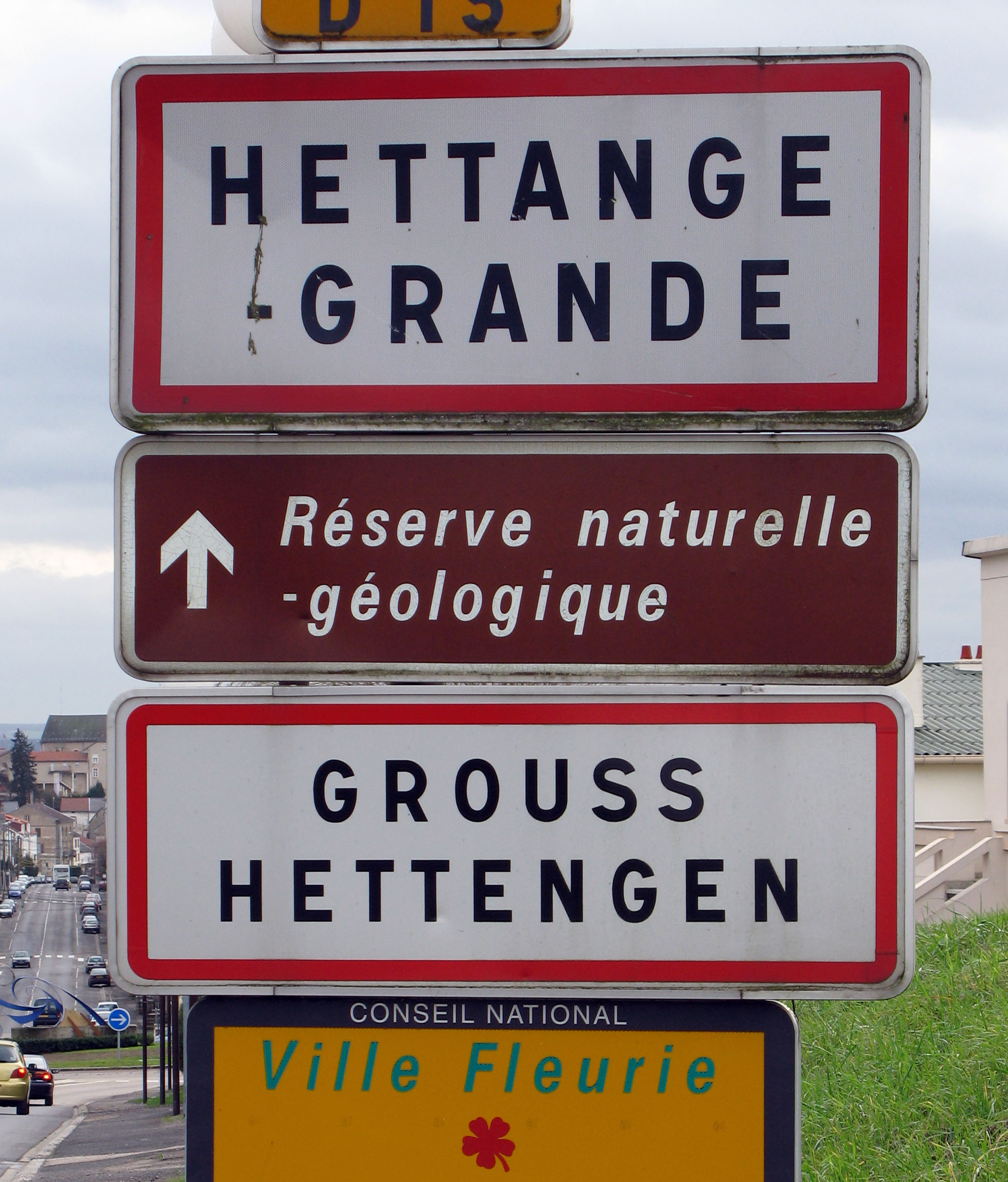
Un autre à Hettange-Grande.